# Nissan Pintara
O Pintara é um sedan de porte médio da Nissan.

## Galeria
- Primeira geração (1986-1990)
- Segunda geração (1989-2012)